# Дрансар, Жорж
Жорж Дранса́р (фр. Georges Dransart; 12 мая 1924, Париж — 14 июня 2005, Кретей) — французский гребец-каноист, выступал за сборную Франции в конце 1940-х — середине 1950-х годов. Серебряный и бронзовый призёр летних Олимпийских игр, дважды серебряный призёр чемпионата мира по гребле на гладкой воде, победитель регат национального и международного значения.

## Биография
Жорж Дрансар родился 12 мая 1924 года в Париже.
Благодаря череде удачных выступлений удостоился права защищать честь страны на летних Олимпийских играх 1948 года в Лондоне, вместе с напарником Жоржем Гандилем участвовал здесь в зачёте двухместных каноэ на дистанциях 1000 и 10 000 метров — в обеих этих дисциплинах финишировал в финале третьим и завоевал тем самым бронзовые медали.
В 1950 году Дрансар побывал на чемпионате мира в Копенгагене, откуда привёз две награды серебряного достоинства, выигранные опять же в каноэ-двойках на тысяче и десяти тысячах метров. Будучи одним из лидеров французской национальной сборной, благополучно прошёл квалификацию на Олимпийские игры 1952 года в Хельсинки, где, тем не менее, попасть в число призёров не сумел, совместно с Арманом Лоро в двойках на километре показал четвёртый результат, немного не дотянув до призовых позиций.
После хельсинкской Олимпиады Жорж Дрансар остался в основном составе гребной команды Франции и продолжил принимать участие в крупнейших международных регатах. Позже в 1956 году он отправился на Олимпийские игры в Мельбурн и вместе с Марселем Рено стал там серебряным призёром в двойках на десяти километрах. Также они с Рено стартовали в двойках на тысяче метрах, но в решающем заезде оказались только четвёртыми.
Умер 14 июня 2005 года в городе Кретей, департамент Валь-де-Марн.